# Giacinto Genco
Giacinto Maria Genco (Altamura, 28 ottobre 1901 – Montesilvano, 14 ottobre 1997) è stato un politico italiano.

## Biografia
Giacinto Maria Genco nasce ad Altamura il 28 ottobre 1901. Studia da Ingegnere e ben presto diventa professore di materie scientifiche e tecniche di costruzione; è anche Vicepresidente della commissione censuaria della provincia di Bari, e inoltre padre di sette figli. Nasce una lotta politica nella sua città con Tommaso Fiore, che scaturisce nelle elezioni comunali del 1920, vinte da quest'ultimo, mentre nella candidatura del 1948 per il Senato nel collegio di Altamura il Genco ne ha la meglio e, proprio da quella data inizia la sua attività politica:
- dal 18 aprile 1948 al 24 maggio 1972 salvo la parentesi della seconda legislatura 1953-1958: membro e vicesegretario del gruppo democristiano al Senato;
- dal 25 settembre 1948 al 4 giugno 1968 salvo la parentesi della seconda legislatura 1953-1958: Segretario della Commissione Permanente ai Lavori Pubblici, Trasporti, Poste e Telecomunicazioni;
- dal 20 dicembre 1960 al 19 dicembre 1962: membro dell'Associazione Parlamentare del Consiglio d'Europa;
- dal 16 maggio 1961 al 23 dicembre 1961: membro della Commissione di Inchiesta sulla Costruzione dell'aeroporto di Fiumicino;
- dal 13 febbraio 1964 al 23 maggio 1964: membro della Consultiva per l'Assegnazione di alloggi economici e popolari;
- dal 24 giugno 1964 al 5 maggio 1965: membro della Commissione parlamentare di Inchiesta sul Disastro del Vajont;
- dal 5 giugno 1968 al 25 giugno 1968: Segretario alla Presidenza del Senato;
- dal 26 giugno 1968 al l'11 dicembre 1986: Sottosegretario di Stato per i Trasporti (Governo Leone);
- dal 22 giugno 1971 al 24 maggio 1972: membro della Commissione Speciale sui problemi ecologici.

## Riconoscimenti
Il 27 novembre 2009 la Giunta Comunale di Altamura ha intitolato una via della stessa città "Viale Giacinto Maria Genco, Senatore della Repubblica".